# Tom Dempsey (Musiker)
Tom Dempsey (* um 1970) ist ein US-amerikanischer Jazzmusiker (Gitarre, Komposition) des Modern Jazz und Musikpädagoge. Allmusic zufolge gilt er als solider Gitarrist und Komponist des Mainstream Jazz, dessen Stil Einflüsse sowohl von Wes Montgomery und Grant Green, als auch modernerer Spieler wie John Abercrombie und John Scofield verarbeitet.

## Leben und Wirken
Dempsey studierte zunächst an der Rutgers University (Bachelor 1991), anschließend an der Manhattan School of Music, wo er 1996 mit dem Master abschloss. Seitdem arbeitet er in der New Yorker Jazzszene mit Musikern wie Wynton Marsalis, Paquito D’Rivera, Jim Hall, Tal Farlow, Buddy Montgomery, George Coleman, Kenny Barron, Roy Haynes, Jack McDuff, Bobby McFerrin, Gerald Wilson, Mel Tormé, Richard Wyands, Muhal Richard Abrams und Dave Brubeck. Unter eigenem Namen legte er bislang sechs Alben vor; außerdem wirkte er als Begleitmusiker bei zahlreichen Aufnahmen mit. Bei seinem 1998 entstandenen Album Blues in the Slope wirkten Kris Jensen, Luis Perdomo, Tim Ferguson (kb) und die Drummer John Wilson bzw. Scott Latzky mit. Im Bereich des Jazz zählt Tom Lord zwischen 1998 und 2015 acht Aufnahmesessions, an denen Dempsey beteiligt war. Gegenwärtig ist er Co-Leader des Tom Dempsey/Tim Ferguson Quartet, dem Chris Byars und Eliot Zigmund angehören.
Zu hören war Dempsey ferner auf Jazzfestivals wie dem JVC Jazz Festival und dem San Francisco Jazz Festival und in Spielstätten wie Jazz at Lincoln Center, dem Blue Note, Yoshi’s, Smalls und Smoke. Des Weiteren gastierte er in der HBO-Serie Sex and the City, für die er auch Musik schrieb. Dempsey unterrichtete u. a. am Jazz at Lincoln Center, am LaGuardia Community College, SUNY New Paltz, Rutgers University und an der New York Jazz Academy; ferner war er künstlerischer Leiter des Jazz Summit beim National Guitar Workshop. Gegenwärtig (2019) ist er Assistant Professor für Musik am LaGuardia Community College sowie Mitglied der Fakultät des Jazz at Lincoln Center. Er schrieb die Lehrbücher Jazz Eras for Guitar, Easy Soloing for Jazz Guitar, Sight-Reading for the Contemporary Guitarist, Theory for the Contemporary Guitarist und Classic Jazz Styles for Guitar, erschienen bei Alfred Music and Workshop Arts und weitere Lehrwerke wie Jazz Scales Handbook.

## Diskographische Hinweise
- If Only We Knew (Eigenveröffentlichung)
- Blues in the Slope (Igmod Records, 1998)[3]
- Tom Dempsey/Tim Ferguson: Perspectives (Imaginary Records 2003), mit David Bixler, Jeff Brillinger[3]
- Tom Dempsey/Tim Ferguson: What’s Going On (City Tone Records, 2007)[4]
- Saucy (Planet Arts Records, 2010), mit Ron Oswanski, Alvin Atkinson
- Tom Dempsey & Tim Ferguson Quartet: Beautiful Friendship (Planet Arts Records, 2010), mit Joel Frahm, Eliot Zigmund
- Tom Dempsey/Tim Ferguson: Waltz New (OA2, 2015), mit Joel Frahm, Eliot Zigmund